# 武清区
武清区是中华人民共和国天津市的市辖区，位于天津市西北，西面和北面毗邻河北省廊坊市，西北接北京市通州区，东面和南面是天津市的四个市辖区，主要是宝坻区和北辰区。武清古称“泉州”、“雍奴”、“雍阳”，区境内有北运河、永定河流经，京津城际、京津高速贯穿其中，素有“京津明珠”的称号，是天津与北京交流的重要节点。

## 历史

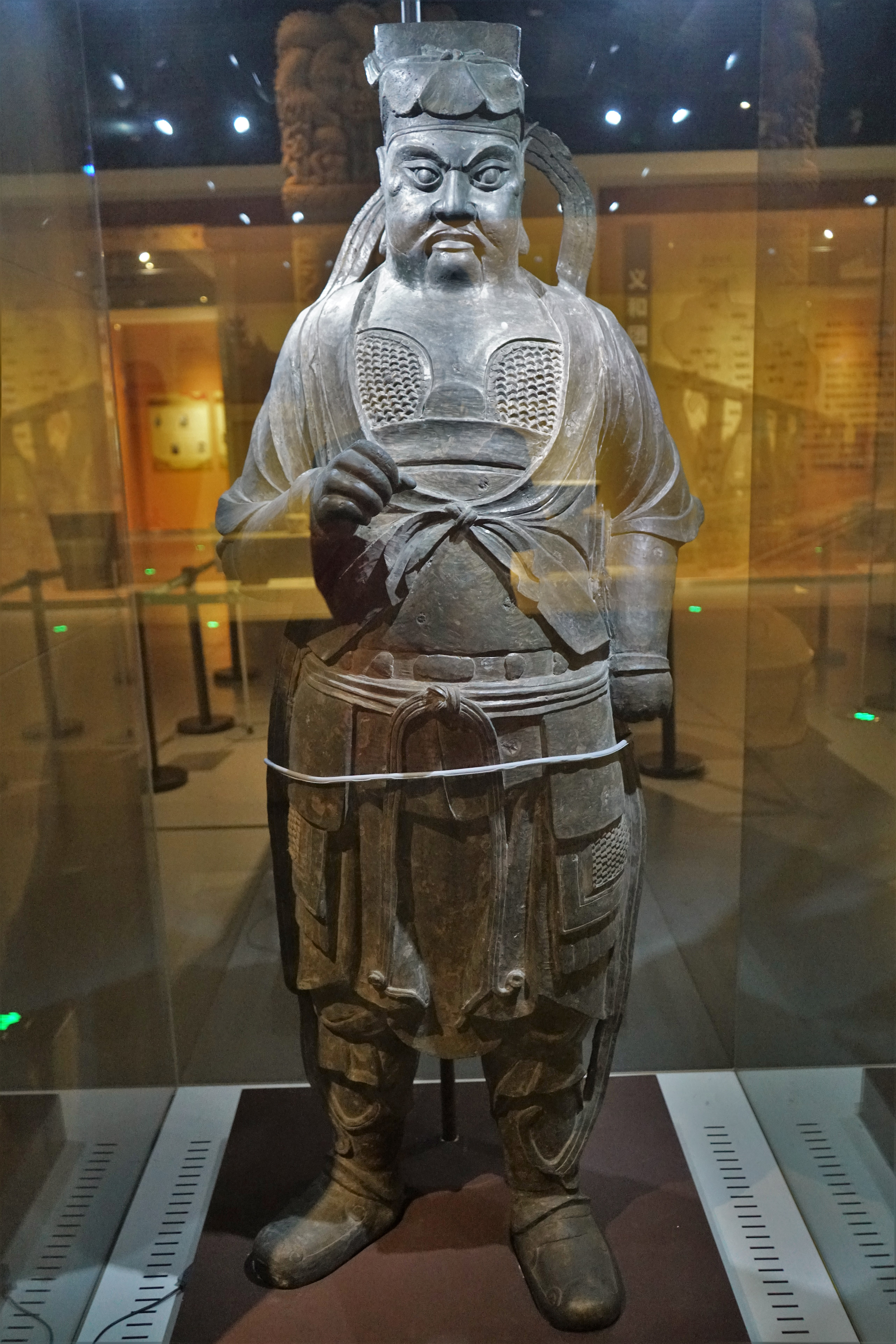
铜护法像。明。杨村光明桥出土。道教护法四大元帅中的“正一玄坛”赵郎赵公明

武清古称泉州。秦前期泉州是地域名，为羁縻散州。西汉武帝元封五年始设县，武清那时分属泉州、雍奴二县。北魏太平真君七年省泉州入雍奴，唐天宝元年废原县名，以武功廓清之义改称武清县。2000年6月13日国务院批准武清撤县建区，始称武清区。
武清历史悠久，史载 ：“武清，古为泉州。汉泉州、 雍奴二县之地。”这里说的“古为泉州”，是指汉朝以前近海边疆的羁縻散州。直到公元前106年（即西汉元封五年），汉武帝刘徹把全国分为十三州。泉州始立为县，这是天津地区见于文献记载的最早的建置县，到现在已经2131年了。泉州立县时，武清地域分属泉州和雍奴两县，因此史有“汉泉州、雍奴二县之地”的记载。泉州和雍奴二县均因水得名。武清县内古有“泉州渠”。故称泉州。而“雍奴”也是指水泽。《水经注》云：“雍奴，薮泽之名。四面有水曰雍，澄而不流曰奴。雍奴薮甚大，东极于海。”显然，当时的武清是个“水乡泽国”。那时泉州的县城在今杨村街南黄庄街的城上村。雍奴县城先在“三角淀”，即今王庆坨镇东9公里处。北魏太平真君七年（448年）省泉州入雍奴，此后，武清全境皆属雍奴县了。县治后来又迁至今泗村店镇的旧县村。
在武清的旧称谓中，还有“雍阳”一说。这是雍奴的别称。据元朝至元元年在武清县重修天齐庙时所立的“东岳行宫之碑”记载：“自东汉封寇恂侯于此，昔号之曰雍阳，为中都畿县。”说的是东汉建武二年（26年），即光武帝刘秀登基的第二年，颍川太守寇恂封为雍阳侯。此后，“雍阳”的叫法就流传下来了。比如明朝的武清举人王?，隐居潞水之畔，终身不仕，被称为“雍阳高士”（见清朝县志）；明朝万历十三年，武清知县陶允光在新建《文学泮池聚奎楼记》碑文中称：“雍阳北拱神京，南襟沧渭”，以及近年来在天津北辰区汉沟、北仓出土的《王公墓志铭》、《冰崖赵公墓志铭》等文物中，皆有“雍阳之族”、“雍阳望族”等称谓。至于历代文人的诗章中，称武清为“雍阳”的就更多了。比如清朝顺治皇帝的近臣张吾瑾在记述顺治帝巡幸武清时，写下一首《御驾幸猎雍阳忝级二十四韵》诗，王元林在记述嘉庆帝驾幸武清时诗云：“百里雍阳拱帝疆，旌旗映日贲龙光”。
唐朝天宝元年（742年），唐玄宗颁旨改全国重复及不稳定的县名110处。雍奴、雍阳属不稳定的县名，因此废原县名，更新县名为武清县。这样，“武清县”便从唐朝一直叫到现在，算来已有1283年了。
武清县城因袭雍奴县治，最初仍在今泗村店镇旧县村，史载明朝初年迁至今武清区城关镇。中华人民共和国成立后，于1950年10月迁至杨村镇。
1973年7月7日，国务院批复河北省所辖武清、静海、宝坻、宁河、蓟县五县划归天津市。16-18日，天津市人民政府与河北省人民政府在石家庄召开交接会议，部署五县划转相关工作。8月1日，起正式划归天津市管辖。1991年，设立武清开发区。
2000年6月13日国务院批准武清撤县建区。

## 人口
根据(中国)天津市2020年第七次全国人口普查主要数据公报显示：武清区常住人口为1151313人，男性占比51.44%，女性占比48.56%，年龄结构中0-14岁占比14.87%，15-59岁占比65.27%，60岁以上占比19.86%，65岁以上占比13.96%。

## 行政区划
武清区下辖6个街道办事处、24个镇：
杨村街道、下朱庄街道、东蒲洼街道、黄庄街道、徐官屯街道、运河西街道、梅厂镇、大碱厂镇、崔黄口镇、大良镇、下伍旗镇、南蔡村镇、大孟庄镇、泗村店镇、河西务镇、城关镇、东马圈镇、黄花店镇、石各庄镇、王庆坨镇、汊沽港镇、河北屯镇、上马台镇、大王古庄镇、陈咀镇、豆张庄镇、曹子里镇、大黄堡镇、高村镇、白古屯镇、天津经济技术开发区逸仙科学工业园、武清经济技术开发区和天津京滨工业园。

## 集市
- 城关 农历每旬一、三、六、八
- 黄花店 农历每旬二、四、七、九
- 崔黄口 农历每旬二、四、七、九
- 杨村 农历每旬三、五、八、十
- 南蔡村 农历每旬二、四、七、九
- 河西务 农历每旬二、四、七、九[7]

## 古镇
- 河西务，位于武清北部，起源于汉朝，崛起于元初，兴盛于明清。古为漕运码头，榷税钞关，水陆驿站所在地。素有“京东第一镇”之称。
- 城关（武清），城关镇是“雍阳古郡”故址，位于武清西北部，明洪武初因避水患，迁县治于元卫帅府镇抚衙今城关镇。
- 王庆坨，位于武清西南部，古称王家陀，因王家陀河得名，明改称王庆坨。现王庆坨私营经济发达，为津西重镇。
- 崔黄口，位于武清东北部，自古为邑东重镇，现地毯产业发达，被称为“地毯之乡”。
- 杨村，位于武清东南部，依北运河而建，古为漕运码头，现为武清区政府所在地。
- 杨柳青，位于武清西南部，历史沉积久远，文化底蕴深厚，明清时期，是运河漕运重要枢纽，后划给天津县，现为西青区政府所在地。
- 北仓，位于武清南部，自元朝定都北京以来,就成为皇粮漕运的集散地,因而得名“北仓”，后划给天津县，现为北辰区政府所在地。
- 廊坊，位于武清西北部，清光绪年间渐成集镇，义和团曾在此抗击洋人，史称“廊坊大捷”，1961年划归安次县，现为河北省地级廊坊市。
- 安平（武清），位于武清北部，区位优势明显，1956年7月划给香河县。

## 相关链接
- 武清信息网